# Algirdas Bagušinskas
Algirdas Bagušinskas (* 2. Juli 1958 in Gripiškės bei Jieznas, Rajongemeinde Prienai) ist ein litauischer Pädagoge, Schuldirektor und ehemaliger sozialdemokratischer Politiker, Bürgermeister der Rajongemeinde Vilkaviškis.

## Leben
Bagušinskas besuchte von 1964 bis 1972 die Schule in Barzdai bei Šakiai. Nach dem Abitur 1975 an der Mittelschule in Griškabūdis (Rajongemeinde Šakiai) absolvierte er 1979 das Diplomstudium der Physik-Pädagogik an der Pedagoginis institutas in Vilnius und 2003 das Masterstudium der Verwaltung an der Technologijos universitetas in Kaunas. 
Algirdas Bagušinskas arbeitete als Lehrer, dann als Bildungsbeamter. Von 1986 bis 2000 war er Direktor der Mittelschule Gižai. Von 2000 bis 2011 war er Bürgermeister der Rajongemeinde Vilkaviškis. Ab 2011 war er Vizebürgermeister von Vilkaviškis.
Von 2004 bis 2005 vertrat er Litauen als stellvertretendes Mitglied im Ausschuss der Regionen der Europäischen Union, als sich Litauen auf die EU-Mitgliedschaft vorbereitete.
Ab 1994 war Algirdas Bagušinskas Mitglied der LSDP. Von 1998 bis 2011 leitete er die LSDP-Sektion in Vilkaviškis. 2011 trat er aus.
Algirdas Bagušinskas ist verheiratet und hat zwei Söhne, Absolventen der Technischen Universität Kaunas.